# Daniel Hemric
Daniel Hemric (* 27. Januar 1991 in Kannapolis, North Carolina) ist ein US-amerikanischer Automobilrennfahrer. Er tritt in der NASCAR Cup Series an und fährt den Nr. 31 Chevrolet Camaro ZL1 für Kaulig Racing.

## Werdegang
Nachdem er seine Karriere im Kurzstreckenrennen begonnen hatte, stieg Hemric in die NASCAR Camping World Truck Series auf und fuhr von 2015 bis 2016 Vollzeit für Brad Keselowski Racing. Er absolvierte zwei volle Saisons in der NASCAR Xfinity Series für Richard Childress Racing und erreichte in beiden Jahren die Meisterschaftsrunde der NASCAR-Playoffs, bevor er 2019 in der Monster Energy NASCAR Cup Series für das Team antrat. Nach einer Cup-Saison verlor er seinen Platz bei RCR und schloss sich JR Motorsports für einen Teilzeit-Xfinity-Fahrplan an. 2021 trat Hemric Joe Gibbs Racing bei und gewann sein erstes NASCAR-Rennen und die Xfinity Series-Meisterschaft.